# Zona da Mata

Mapa das sub-regiões nordestinas:
Meio-Norte
Sertão
Agreste
Zona da Mata

A Zona da Mata é uma sub-região que fica no litoral leste da Região Nordeste do Brasil que se estende do leste do estado do Rio Grande do Norte até o sul da Bahia, formada por uma estreita faixa de terra para os padrões continentais do Brasil. O nome “Zona da Mata” deve-se à Mata Atlântica, que originalmente cobria a região, mas atualmente está bastante reduzida.
Sua área concentra seis das nove capitais nordestinas: Natal(Rio Grande do Norte), João Pessoa(Paraíba), Recife(Pernambuco), Maceió(Alagoas), Aracaju(Sergipe) e Salvador(Bahia). É a zona mais urbanizada, industrializada e economicamente desenvolvida da Região Nordeste. Latitudinalmente pode ser subdividida em setentrional (polarizada pelo eixo Natal-João Pessoa), central (polarizada pelo eixo Recife-Maceió) e meridional (polarizada pelo eixo Salvador-Aracaju).

## História
Quando os portugueses chegaram à Zona da Mata, esta era habitada por indígenas tupis, como os tupiniquins, tupinambás, caetés, tabajaras e potiguaras. Os ancestrais desses povos chegaram a esta região vindos da Amazônia nos primeiros séculos da Era Cristã, empurrando os indígenas que ali habitavam antes.
Em 1500, Pedro Álvares Cabral desembarcou em Santa Cruz Cabrália, sendo este o "Descobrimento" do Brasil. Nas décadas seguintes, a economia dessa região nordestina foi baseada na extração do pau-brasil, armazenado em feitorias, o que atrai também ingleses e franceses.
O cultivo de açúcar na Zona da Mata começou na década de 1520, mas o número de engenhos só começou a se multiplicar algumas décadas mais tarde, se tornando a base da economia dessa sub-região nordestina e transformando-a no centro da colônia. O cultivo dessa planta nessa região foi um sucesso devido às condições climáticas e de solo propícias. Nos canaviais, empregava-se a mão-de-obra escravizada, inicialmente do indígena e não muito tarde substituída pelo africano.
Com a prosperidade da Zona da Mata, os neerlandeses invadiram parte do Nordeste e criaram ali a colônia da Nova Holanda em 1630, sendo expulsos em 1654.
Nos séculos seguintes após a expulsão dos holandeses, a Zona da Mata viveu uma crise crônica, devido à competição do seu açúcar com o de melhor qualidade nas Antilhas, para onde os batavos levaram a planta após deixarem o Nordeste. A descoberta de jazidas de ouro em Minas Gerais no final do século XVII e a consequente transferência do eixo econômico brasileiro para o Sudeste acentuaram essa crise.
No século XIX, a região da Zona da Mata renasceu economicamente, devido ao cultivo de algodão e cacau. Com as obras de infraestrutura e industrialização a partir de meados do século seguinte, o desenvolvimento da região aumenta cada vez mais. No século XXI, esta área teve um crescimento acima da média nacional, superando certa estagnação e decadência das últimas décadas do século anterior.

## Geografia

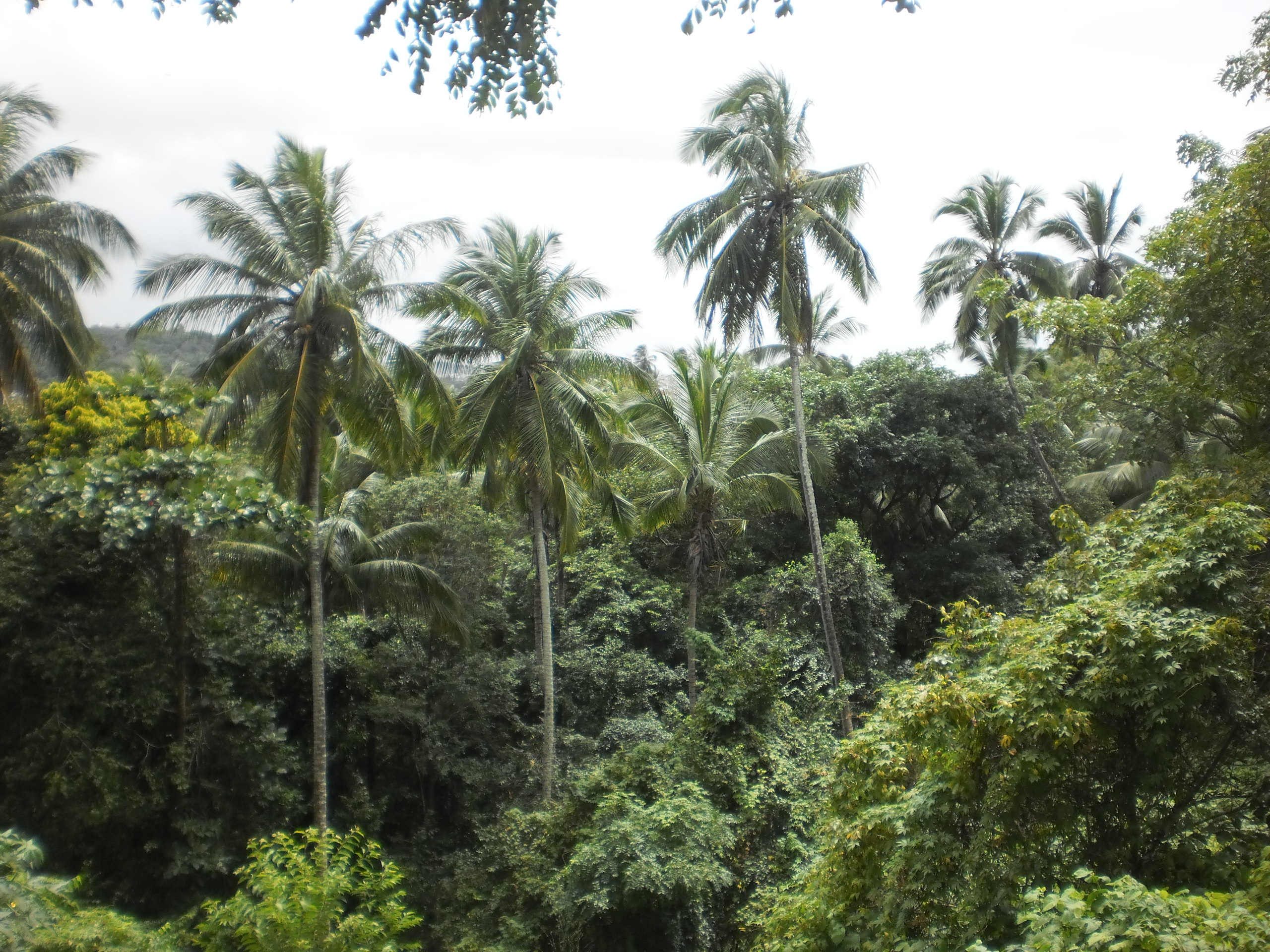
Fragmento de Mata Atlântica em Olinda, Pernambuco.

A Zona da Mata possui uma extensão de 80 a 100 km (o que depende da região), se forem desconsideradas baías e outras reentrâncias da costa.
A vegetação original predominante dessa sub-região nordestina era a Mata Atlântica, já bastante degradada, em um processo que ocorre desde a colonização.
A atividade agrícola é diversa, porém praticada predominantemente em latifúndios, com culturas como cana, cacau, fumo e café. O solo é bastante fértil e propício para a agricultura.
O clima típico é tropical úmido, com temperaturas entre os 20 e 30°C e precipitações altas e regulares.
A Zona da Mata nordestina possui a maior variedade costeira do Brasil, com costa de dunas no Rio Grande do Norte, falésias na Paraíba, arrecifes em Pernambuco, lagos e lagoas em Alagoas (daí o nome do estado), planícies e extensos coqueirais em Sergipe e grandes recortes costeiros de água morna o ano inteiro na Bahia. Há também zonas de transição entre esses tipos de costa e também "ilhas" de um tipo "infiltradas" na zona de outro padrão costeiro.

## Demografia

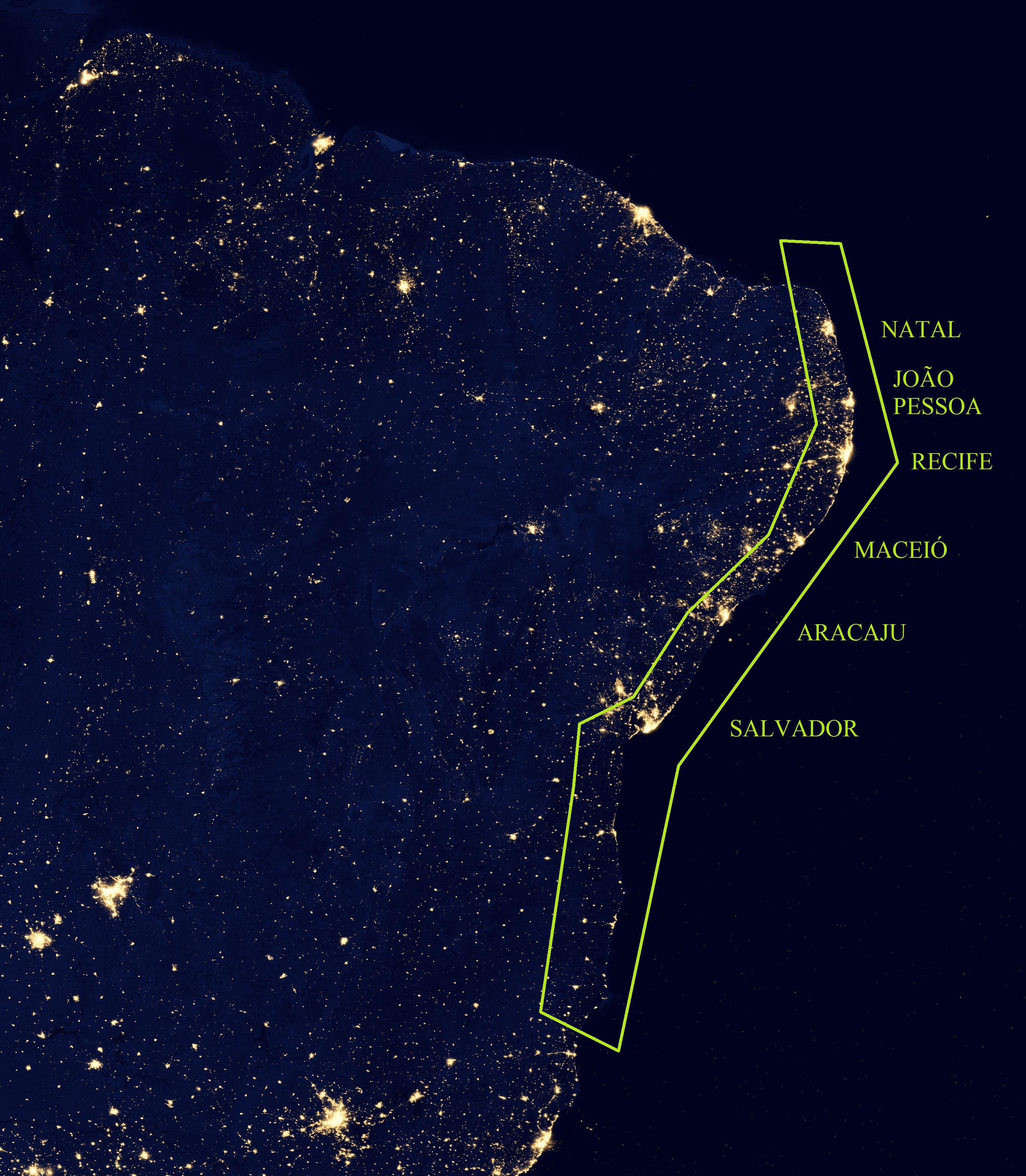
Capitais da Zona da Mata vistas à noite a partir do espaço.

As cidades mais emergentes da Zona da Mata são as suas menores sedes metropolitanas, já que o crescimento desordenado nas últimas décadas trouxe demasiados problemas a Salvador e Recife, comparáveis aos enfrentados por São Paulo e Rio de Janeiro. As regiões metropolitanas de Natal, João Pessoa e Maceió são importantes centros urbanos desta zona geográfica, tendo as três população superior a um milhão de habitantes. As regiões metropolitanas de João Pessoa e Aracaju foram as que mais cresceram na sub-região segundo o último censo; a primeira na zona da mata setentrional e a segunda na zona da mata centro-meridional.
Na última década, segundo o IBGE, a Região Metropolitana de João Pessoa ultrapassou a de Maceió em população, tornando-se a quarta maior desta zona geográfica. A Região Metropolitana de Natal é o terceiro maior aglomerado urbano da Zona da Mata, após as regiões metropolitanas do Recife e de Salvador. De acordo com o último censo, Natal cresceu muito no meio da última década, mas desacelerou seu crescimento com o estouro da bolha imobiliária e a crise externa de 2007, já que dependia da captação de moeda externa dos investidores de fora em seus imóveis e setor turístico. Ao mesmo tempo, capitais da zona da mata de porte similar, que não dependiam tanto do capital externo quanto Natal no seu setor imobiliário e turístico, seguiram padrões divergentes. Enquanto Maceió cresceu menos e foi ultrapassada como região metropolitana, João Pessoa e Aracaju mantiveram alto crescimento, conseguindo a primeira crescer mais no Nordeste Setentrional e Oriental e a segunda chegar cada vez mais próximo do seu primeiro milhão de habitantes na sua metrópole. Ambas cresceram mais de 22,5% na última década, segundo a revista Veja.
Assim dentro da Zona da Mata, há a Zona Açucareira, Recôncavo Baiano (zona do tabaco) e Zona do Cacau.

### Formação do povo
Em sua obra "O Povo Brasileiro", o antropólogo Darcy Ribeiro afirma que a formação do povo da Zona da Mata se deve à miscigenação entre portugueses, ameríndios e africanos.

## Economia

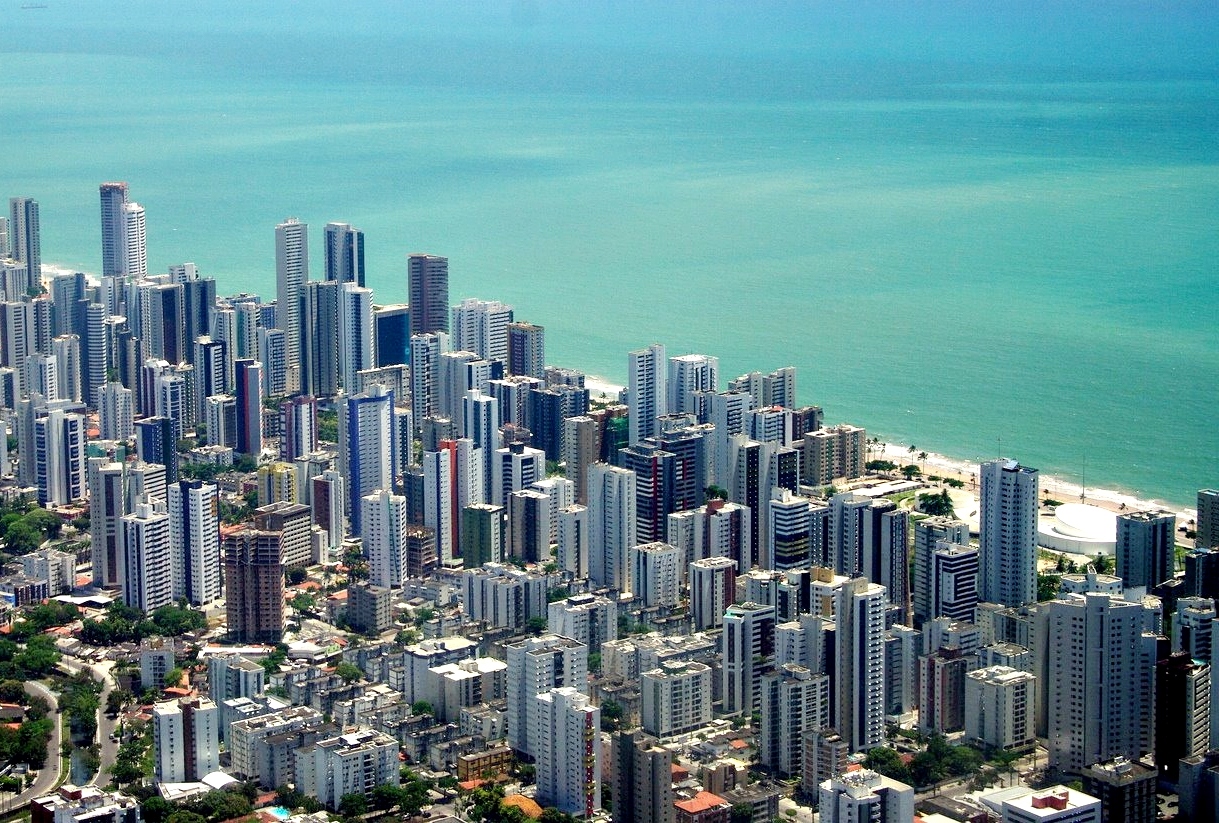
Recife é a concentração urbana mais populosa do Nordeste brasileiro e da Zona da Mata.

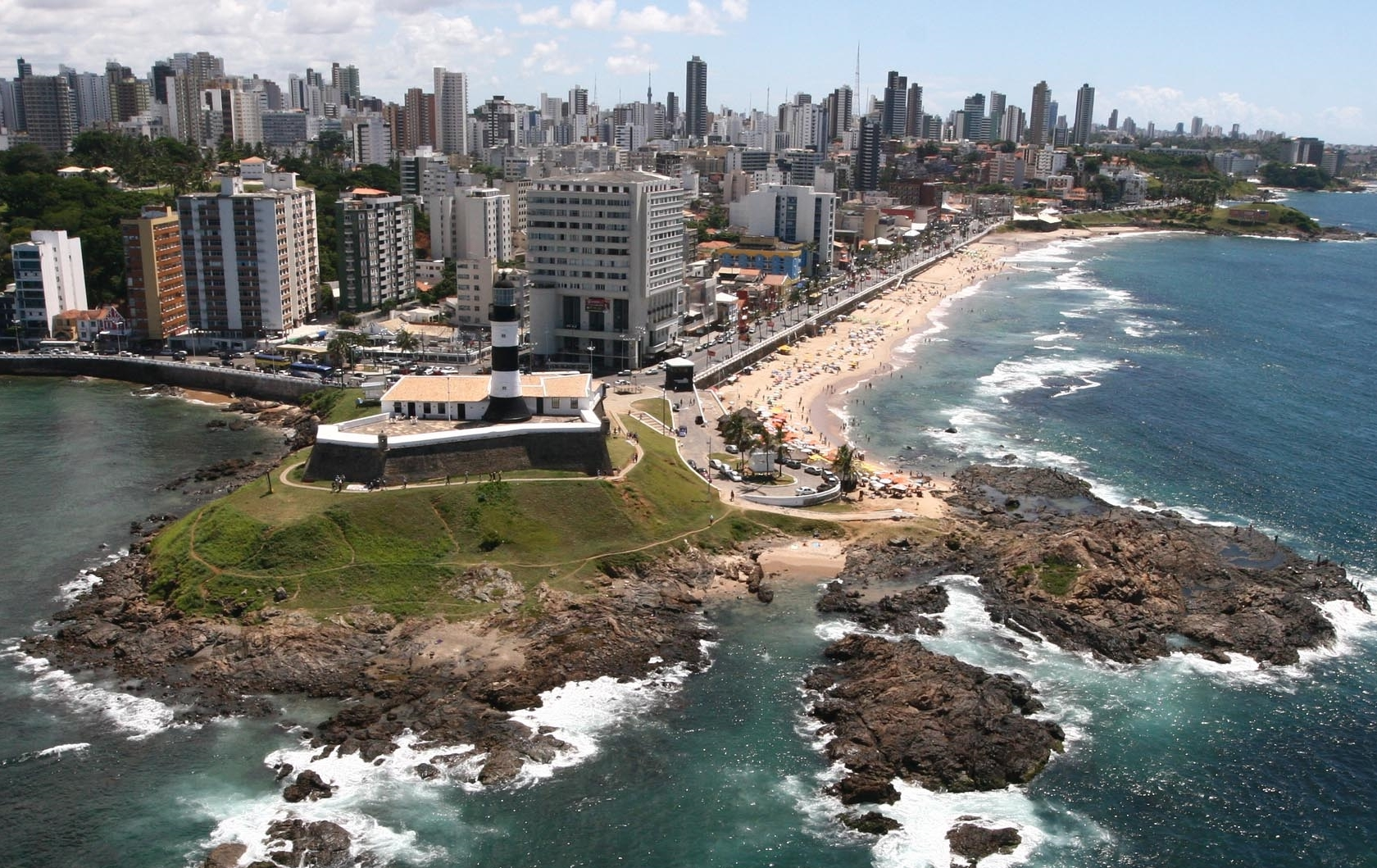
Salvador é o quinto município mais populoso do Brasil é o segundo mais populoso do Nordeste e o mais populoso da Zona da Mata.

No início da colonização, a Zona da Mata não era dominada completamente pelas plantações de cana. A população das cidades e das fazendas necessitava de alimentos. Por isso, uma parte das terras ficava reservada para cultivo de milho, mandioca, feijão e frutas. Também existiam pastagens para a criação de gado. Essas terras eram os tabuleiros, áreas um pouco mais elevadas situadas entre os vales de dois rios sub tropicais como no sul
Como os solos dos tabuleiros são menos úmidos e mais pobres que o massapê, não eram usados para o plantio da cana. Assim, inicialmente, toda a produção agrícola e até a pecuária localizavam-se na faixa úmida do litoral, onde se instalaram sítios familiares produtores de alimentos e fazendas de gado.
Porém, a produção de cana crescia à medida que aumentavam as exportações de açúcar para a Europa. As sesmarias se dividiam entre os herdeiros dos primeiros proprietários. Cada um deles criava novos engenhos, que necessitavam de mais cana.
Muita coisa mudou na agricultura da Zona da Mata desde a época colonial. A escravidão deu lugar ao trabalho assalariado dos bóias-frias. Os antigos engenhos foram substituídos por usinas de açúcar e álcool. Mas a cana-de-açúcar permaneceu como produto principal da faixa litorânea do Nordeste.
Mas a cana-de-açúcar não é a única cultura da Zona da Mata. No litoral da Bahia, principalmente na área do Recôncavo Baiano, nas proximidades de Salvador, apareceram importantes culturas de tabaco. No sul da Bahia, na área das cidades de Ilhéus e Itabuna, concentraram-se as fazendas de cacau. Além disso, a produção de frutas vem adquirindo importância na Zona da Mata. Há várias frutas nativas do Nordeste - como o caju, o cajá, a mangaba e a pitanga - que servem para fazer deliciosos sucos e doces. Outras frutas, provenientes das áreas tropicais do Oriente - como a graviola, a jaca e a manga - adaptaram-se muito bem aos solos e climas   nordestinos, destacando-se que a estabilidade da temperatura (que em geral varia entre 25°C e 30°C) na região é um aspecto positivo importante.
A Zona da Mata é também a sub-região mais industrializada do Nordeste brasileiro, sendo a Região Metropolitana do Recife e a Região Metropolitana de Salvador as áreas em que a indústria é mais forte e diversificada.
Destaca-se a produção de aços especiais, produtos eletrônicos, equipamentos para irrigação, barcos, navios, cascos para plataformas de petróleo, chips, softwares, automóveis, baterias e produtos petroquímicos, além de produtos de marca com valor agregado.
O Polo Petroquímico de Camaçari, na Região Metropolitana de Salvador, é o maior complexo industrial integrado do Hemisfério Sul. Abriga, entre outras empresas, uma fábrica da Ford, a primeira montadora de automóveis da Região Nordeste.
O Complexo Industrial Portuário de Suape, na Região Metropolitana do Recife, abriga empresas como o Estaleiro Atlântico Sul (maior estaleiro do Hemisfério Sul) e central de logística da General Motors. A Fiat lançou em Suape, no final de 2010, a pedra fundamental de sua nova fábrica, a terceira da marca na América Latina. A pedra fundamental da Refinaria Abreu e Lima foi lançada em 2005.

## Cultura

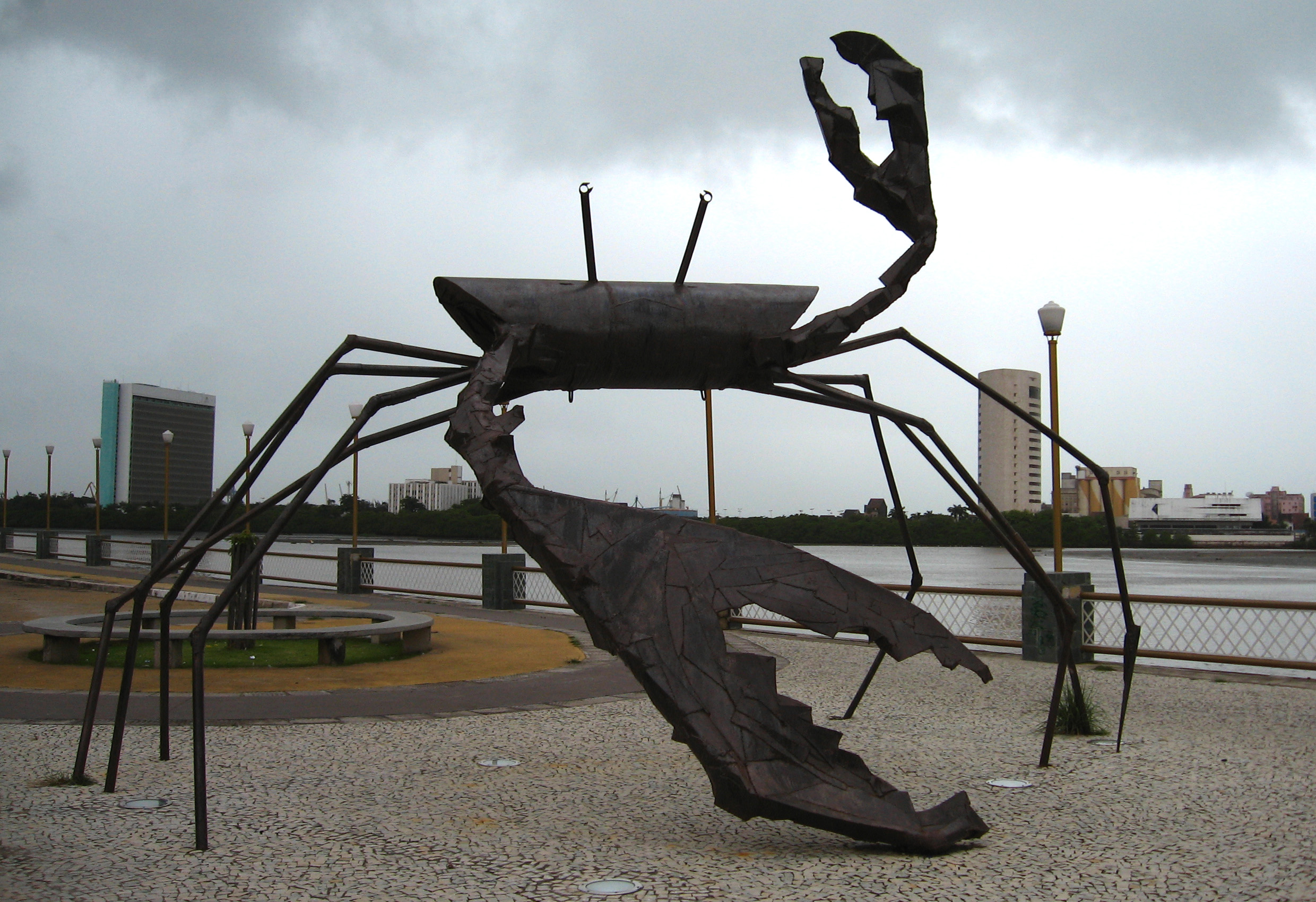
Caranguejo da Rua da Aurora representando o gênero musical manguebeat, criado no Recife nos anos 90.

A Zona da Mata nordestina foi o berço dos principais ritmos do país a exemplo do frevo, maracatu, samba de roda do recôncavo, bossa nova, axé, arrocha e outros. O trio elétrico também tem origem na zona da Mata, como também alguns intérpretes da música brasileira tais como Caetano Veloso, Maria Betânia, Alceu Valença, Marina Elali, Herbert Viana e muitos outros.
O samba de roda foi transferido duas vezes do recôncavo ou zona da mata meridional para o Rio de Janeiro. Primeiro na transferência de mão de obra dali para a zona cafeeira em Vassouras, mas essa transferência acabou ficando apenas no interior e não chegando a capital. Na segunda leva migracional já na primeira República a que realmente transferiu esse tipo de percussão para tal cidade.
Carnaval
Por ser uma das regiões mais antigas do Brasil, encontram-se muitos dos carnavais mais tradicionais do país, os carnavais mais badalados ficam em Recife, Olinda e Salvador.